# Демидово (Конаковский район)
Демидово — деревня в Конаковском районе Тверской области. Входит в состав сельского поселения «Завидово».

## География
Находится в юго-восточной части Тверской области на расстоянии приблизительно 19 км на юго-запад по прямой от районного центра города Конаково у автомобильной трассы М-1.

## История
Известна с 1624 года. В 1859 году здесь (деревня Клинского уезда Московской губернии) было учтено 19 дворов.

## Население
Численность населения: 140 человек (1859 год), 35 (русские 100 %) в 2002 году, 26 в 2010.